# کیتی لدکی
کِیتی لِدِکی (به انگلیسی: Katie Ledecky) (زادهٔ ۱۹۹۷ در واشینگتن دی. سی) شناگر اهلِ ایالات متحدهٔ آمریکا است. با ۱۳ مدالی که در المپیک کسب کرده، لدکی پرافتخارترین ورزشکار زن آمریکا و پرافتخارترین شناگر زن ادوار المپیک است.
پدربزرگ پدریِ او اهل چکسلواکی (سابق) بود و در سال ۱۹۴۷ به ایالات متحده مهاجرت کرد. تلفظ نام خانوادگی‌اش در چکی «لِدِتْسْکی» است.
از افتخارات متعدد وی می‌توان به کسب مدال طلای شنای ۸۰۰ متر آزاد زنان در بازی‌های المپیک تابستانی ۲۰۱۲ و بازی‌های المپیک تابستانی ۲۰۱۶ اشاره کرد.